# Vilaller
Vilaller est une commune de la comarque de l'Alta Ribagorça dans la province de Lérida en Catalogne (Espagne).

## Géographie

### Localisation
Vilaller est une commune située à l'extrême nord-ouest de la Catalogne, à la frontière de l'Aragon.

### Communes limitrophes
Les communes limitrophes sont  El Pont de Suert, La Vall de Boí, Montanuy, Naut Aran et Vielha e Mijaran.
|          | Vielha e Mijaran | Naut Aran      |
| Montanuy | Vilaller         | La Vall de Boí |
|          | El Pont de Suert |                |

## Lieux et monuments
- L'église Sant Climent de Vilaller ;
- L'église romane Santa Cecília de Senet ;
- Le pont gothique sur la Noguera Ribagorçana ;
- L'habitat médiéval des Cabanes de les Escomes ;
- La tombe anthropomorphe médiévale de Riupedrós ;
- Les tombes anthropomorphes médiévales de la nécropole de Sant Pere.